# Leonhard Lechner
Leonhard Lechner (1553 - Stuttgart, 9 de setembre de 1606) fou un músic tirolès que fou compositor i mestre de capella del duc de Württemberg. En la biblioteca de Múnic s'hi conserven algunes obres seves. Altres les publicà Drandrius en la seva Biblioteca Clàssica. Neue teutsche Lieder zu drey Stimmen nach Art der welschen Villanellen (1577), Sacrarum Cantionum libri 1 et II (1581); Epitalamium 24 vocum (1582) i Liber Missarum (1584).